# 左宏元
左宏元（1930年—），常用笔名古月，出生于安徽蕪湖，臺灣流行音乐作曲人、写词人。曾给华语乐坛多位歌手写过歌曲，如邓丽君、凤飞飞、蔡幸娟、赵薇等，也曾担任过多部琼瑶电影、电视剧的主题曲编配工作。其代表作有《今天不回家》、《彩云飞》、《千言万语》、《我是一片云》、《千年等一回》等。女儿为台湾歌手、音乐人左安安。现任台湾爱乐股份有限公司总经理。
2024年11月3日，在中国福建厦门举办的「2024世界闽南语金曲颁奖盛典」活动中，左宏元先生被授予最高奖项“终身成就奖”，95岁高龄的左老师亲赴现场领奖。2024年11月30日，左宏元老师现身「新白娘子传奇 三十周年演唱会」镇江站的现场，与张慧清等歌手一同演唱电视剧的片尾曲《渡情》。

## 出道履历
- 1961年9月10日，当选中華民國音樂學會第三屆理事。[5]

## 笔名
左宏元在创作生涯中曾使用多种笔名，其中以「古月」为最常见。

### 海山唱片、丽风唱片时期
- 古月
- 尔英（主要以填词者署名）
- 田雨（主要以填词者署名，左老师曾否认或遗忘此笔名，不过2024年12月在征询其亲友时证实此为左老师的笔名之一。）

### 歌林唱片时期
- 古月
- 今尘[6]
- 尔英
- 司马亮[7]
- 上官月[8]（一說上官月為李育光筆名[7]）

### 上格华星时期
- 古月
- 司马亮
- 左宏元 (本名)
- Charles Tso (实为另一位音乐制作人左惠夫的英文名，不过署名的作品大多有左宏元的参与和指教)

### 其他笔名
- TSO HONG YUEN (英文罗马译名)

## 获奖情况
- 《國父頌》，第一屆國軍文藝金像獎 合唱曲第三名，1965年10月[9]
- 《哑女情深》，第4届金马奖最佳音乐奖，1966年
- 《唐山過台灣》，第23屆金馬獎最佳原著音樂獎，1986年[10]

## 主要作品

### 兒歌
- 〈大公雞〉
- 〈醜小鴨〉
- 〈郊遊〉[11]

### 影视音乐

#### 1990年前[10]
- 《妈妈好》（《世上只有妈妈好》），1958
- 《壽人壽國》中央製片廠出品之音樂歌唱電影片 配乐组曲，1960[12]
- 《家在山那边》中國電影製片廠之歌劇片 歌曲十五首，1960[13]
- 《今天不回家》，1969
- 《晶晶》，1969
- 《千言萬語》,1972
- 《彩雲飛》，1973
- 《我怎能離開你》，1973
- 《海鷗飛處》，1973
- 《你愛哪一朵》，1973
- 《雷風雨》，1974
- 《海韻》，1974
- 《花謝花飛飛滿天》，1974
- 《夏日假期玫瑰花》，1975
- 《未曾留下地址》，1975
- 《我是一片雲》，1977
- 《奔向彩虹》，1977
- 《飛躍在我心》（作詞：仁道，演唱：吳秀珠，1977)
- 《月朦朧鳥朦朧》，1978
- 《一顆紅豆》，1978
- 《處處聞啼鳥》, 1978
- 《金榜浪子吳政輝》，1979
- 《秋蓮》，1979
- 《蝸牛與黃鸝鳥》，1979 详见#軼事
- 《你怎麼說》，1980
- 《我踏浪而來》，1980
- 《天涼好個秋》 ，1980
- 《愛情躲避球》，1980
- 《金盞花》，1980
- 《你那好冷的小手》，1980
- 《我來彈你來唱》，1980 （編特註：歌詞中"阿拉"是上海話，"我們"或"自稱"，並無他意）
- 《彩霞滿天》，1980
- 《風兒踢踏踩》，1981，克一，即是古月的拆字寫法，左宏元的另一筆名。
- 《就是溜溜的她》，1981
- 《夢的衣裳》，1981
- 《聚散兩依依》，1981
- 《中國女兵》，1981
- 《雲知道你是誰》，1981
- 《摩登女生》，1981
- 《君在前哨》，1981，為一個勞軍節目所作。屬名作詞：爾英. 作曲：古月，其實就是左宏元同一個人
- 《在那河畔青草青》，1982
- 《頑皮狗》，1982
- 《超級勇士》，1982
- 《天鱷王子戰群妖》，1983
- 《出外的人》，1983
- 《唐山過台灣》，1986
- 《殭屍少爺》（音樂顧問），1987
- 《初戀在台北》1989
- 《八分熟的戀愛事件》，1991
- 《我被青春撞了一下腰》1993
- 《此情可問天》（作詞：莊奴）

#### 1990年后
- 《六个梦》电视剧主题曲，1990
- 《青青河边草》电视剧主题曲及插曲，1991
- 《新白娘子传奇》电视剧主题曲及配乐，1992
- 《追魂傘》，1993
- 《还珠格格2》电视剧主题曲，1998
- 《千言萬語》，1999
- 《新梁山伯与祝英台》电视剧配乐，2000
- 《情深深雨濛濛》电视剧插曲，2000

## 軼事
銀霞的《蝸牛與黃鸝鳥》首次出版的黑膠片附贈的歌譜內頁裡面有這樣一段話：

本曲歌詞風格類似童話寓言，雖然非常口語化，但卻充滿哲理和幽默感。歌曲節奏簡潔明快，旋律活潑，充分表達歌詞的諧趣性，難怪它會風行於各級學校及山間水畔。聰明的你！要當蝸牛？黃鸝鳥？還是葡萄樹？
我們急切地問（找）：作者你在哪裡？請與我們聯繫，我們熱切地盼望你的指教。

唱片公司最初在出版這首歌的時候並不知道作者是誰。而這張專輯其他一些版本中，歌詞內頁卻出現了作詞：陳弘文 / 作曲：林建昌，然而兩人的資料卻無從追尋。不過在很多年後左宏元的訪談中，曾多次提到這首歌是他的作品，而且這麼多年來也沒有人提出異議。2009年，楊沛宜《歌唱祖國》專輯歌詞內頁中把詞曲作者標註為「TSO HONG YUEN」，將左宏元認定為《蝸牛與黃鸝鳥》的真實作者。當時的詞曲作者可能僅是唱片公司杜撰的。